# Де Граф (Охајо)
Де Граф (енгл. De Graff) град је у америчкој савезној држави Охајо.

## Демографија
По попису из 2010. године број становника је 1.285, што је 73 (6,0%) становника више него 2000. године.
| Група             | 2000.         | 2010.         |
| Белци             | 1.206 (99,5%) | 1.253 (97,5%) |
| Афроамериканци    | 2 (0,2%)      | 12 (0,9%)     |
| Азијати           | 2 (0,2%)      | 3 (0,2%)      |
| Хиспаноамериканци | 2 (0,2%)      | 3 (0,2%)      |
| Укупно            | 1.212         | 1.285         |